# Johan van den Kornput
Johan van den Kornput (ook wel Cornput of Corput) (Breda , april 1542 - Groningen, 17 september 1611) was een Nederlandse militair tijdens de Tachtigjarige Oorlog. Hij is vooral bekend van zijn verdediging van Steenwijk in 1580 en 1581. Hij heeft daarover zelf een boekje geschreven onder het pseudoniem Reinico Fresinga.

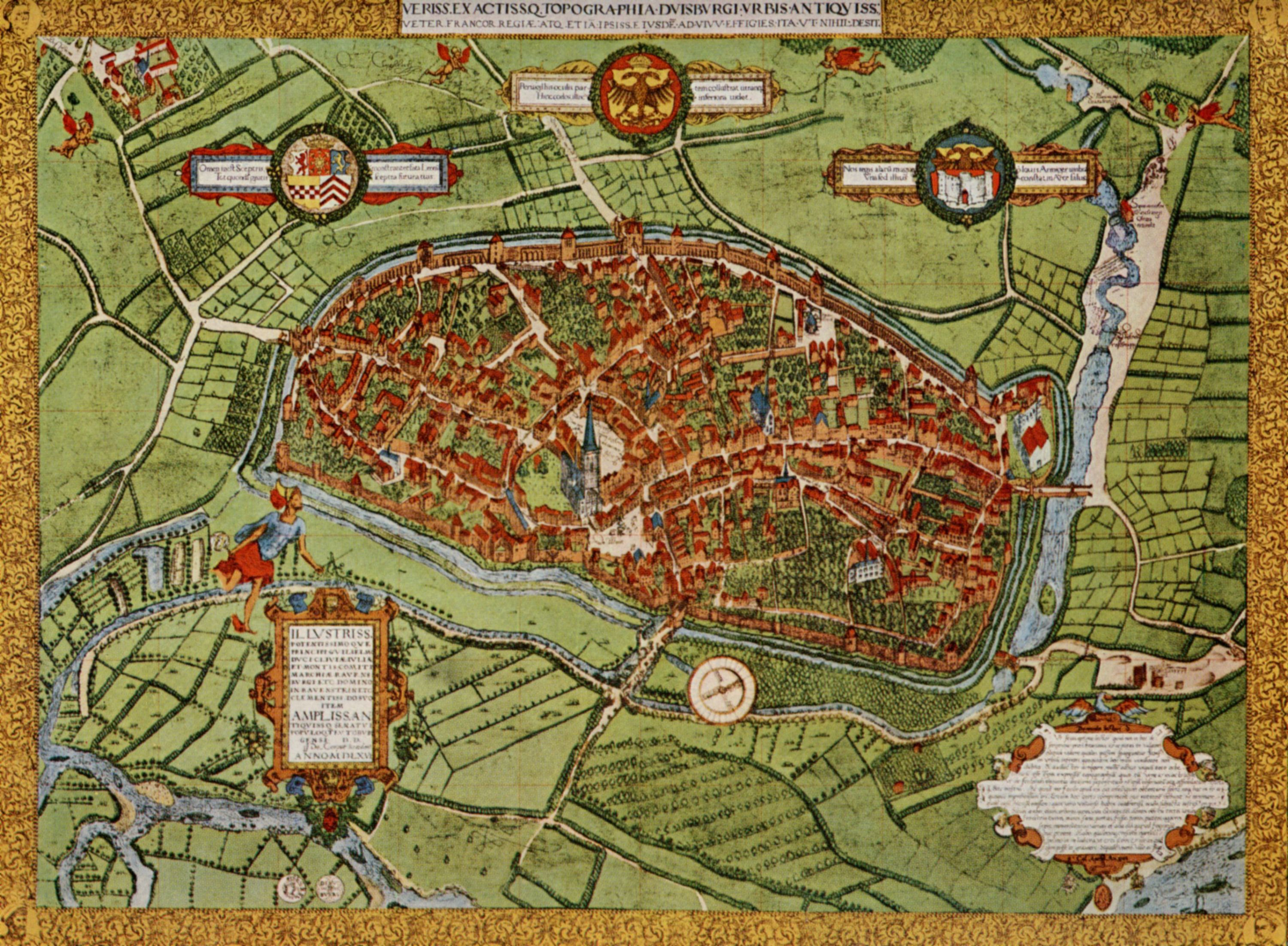
Stadsgezicht van Duisburg 1566 door Johan van den Kornput

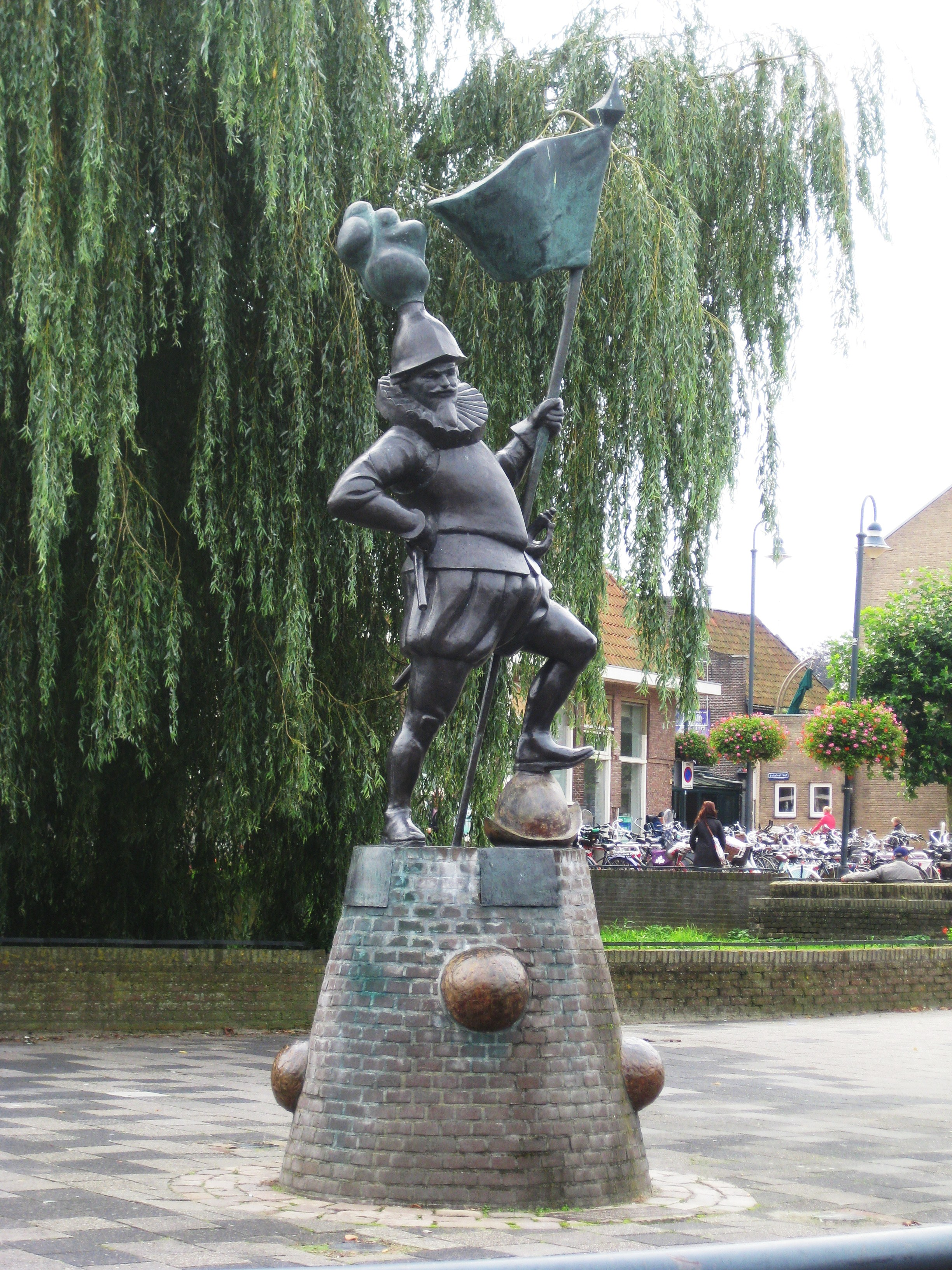
Standbeeld van Johan van den Kornput in Steenwijk

Van den Kornput was een telg uit een welgesteld Bredaas geslacht. Een groot deel van zijn familie was in 1567 gevlucht naar Duisburg en omstreken. Johan van den Kornput was daar toen al enige jaren in de leer bij Gerard Mercator. In 1566 had Van den Kornput een stadsgezicht van Duisburg vervaardigd voor de hertog van Kleef. Dit heeft hij gepubliceerd onder de Latijnse naam J. de Corput Brædanus. Nadien heeft Van den Kornput langs de Rijn gereisd en heeft onder andere enige tijd onderricht gehad van Johannes Sturm in Straatsburg.
Sedert 1573 was hij betrokken bij de Opstand. In dat jaar nam hij deel aan de Slag op de Zuiderzee.
In 1578 is Van den Kornput actief bij de belegering van Deventer door George van Lalaing, graaf van Rennenberg, de stadhouder van Friesland, Groningen, Drenthe en Overijssel. Rennenberg liep echter in 1580 over naar de Spanjaarden. Hierna vond Van den Kornput Rennenberg tegenover zich bij Steenwijk, in een beleg dat van 19 oktober 1580 tot 22 februari 1581 duurde. Van den Kornput verdedigde de stad met zijn troepen. Rennenberg wist de stad niet in te nemen en trok weg. In 1582 werd Steenwijk, na het vertrek van Van den Kornput, alsnog door de Spanjaarden onder Francisco Verdugo ingenomen.
Johan van den Kornput was hierna verder actief in de vestingbouw. Zo ontwierp hij verschillende vestingwerken voor de vesting bij Delfzijl. In 1581 kwam hij in dienst van de Friese stadhouder Willem Lodewijk van Nassau-Dillenburg; hij bleef dat tot zijn dood in 1611. In de jaren tachtig van de 16e eeuw is Van den Kornput garnizoenscommandant geweest van het Overijsselse Hasselt.
Zijn grootste betekenis ontleent Van den Kornput echter aan zijn betrokkenheid bij de legerhervormingen die door Willem Lodewijk werden geïnitieerd en die van doorslaggevende betekenis waren voor het welslagen van de Opstand.
Tien jaar na de inname van Steenwijk, in juni 1592, werden de Spanjaarden weer uit Steenwijk gejaagd door de troepen van prins Maurits. Ook Van den Kornput was weer van de partij; hij nam deel aan de belegering, waarbij hij onder andere uitkijktorens op wielen bouwde om vanuit verschillende punten de bezigheden van de vijandelijke troepen te kunnen waarnemen. Deze rijdende uitkijktoren werd later bekend als "Kornputtoren" of "kijk in de pot". Op 4 juli 1592 gaven de Spanjaarden de verdediging van de stad op.
Johan van den Kornput overleed in 1611 in Groningen; zijn laatste jaren had Van den Kornput gesleten als garnizoenscommandant van Emden en Coevorden. Na zijn overlijden werd hij begraven in de Martinikerk aldaar. Van den Kornput was een oom van onder anderen Gerardus Vossius en van de moeder van Johan de Witt en Cornelis de Witt.

## Johan van den Kornputkazerne
Tussen 1939 en 1998 had de Koninklijke Landmacht een naar hem genoemde kazerne in gebruik in Steenwijk. De kazerne werd in 1998 afgestoten door Defensie en was daarna tot 2004 in gebruik als asielzoekerscentrum. Het terrein, incl. de beeldbepalende  kazernegebouwen aan de voorzijde, is nu een belangrijke woningbouwlocatie voor de gemeente Steenwijkerland.